# Rob Halford
Robert John Arthur Halford, detto Rob (Birmingham, 25 agosto 1951), è un cantante britannico.
Dal 1973 al 1992 e poi di nuovo dal 2003 ad oggi è il frontman del gruppo heavy metal Judas Priest, soprannominato "Metal God" è annoverato tra i più influenti e importanti del genere.
Occupa la 2ª posizione nella classifica dei migliori cantanti hard rock e metal di tutti i tempi, stilata dalla rivista Hit Parader, mentre nella classifica stilata da Planet Rock sulle migliori voci della storia della musica si è posizionato 29°.
Nel 2022 è stato inserito nella Rock & Roll Hall of Fame come membro dei Judas Priest.
È ricordato principalmente per la sua incredibile estensione vocale, per i suoi abbigliamenti (divenuti un vero e proprio marchio di fabbrica) e per le sue entrate spettacolari sul palco a bordo della sua motocicletta.

## Biografia
Nasce il 25 agosto 1951 a Birmingham, Inghilterra.
Da ragazzo i suoi idoli erano i Beatles, Rolling Stones, Cream, David Bowie, Frank Sinatra e nutriva anche una grande ammirazione per Elvis Presley.

### I Judas Priest (1973-1992)

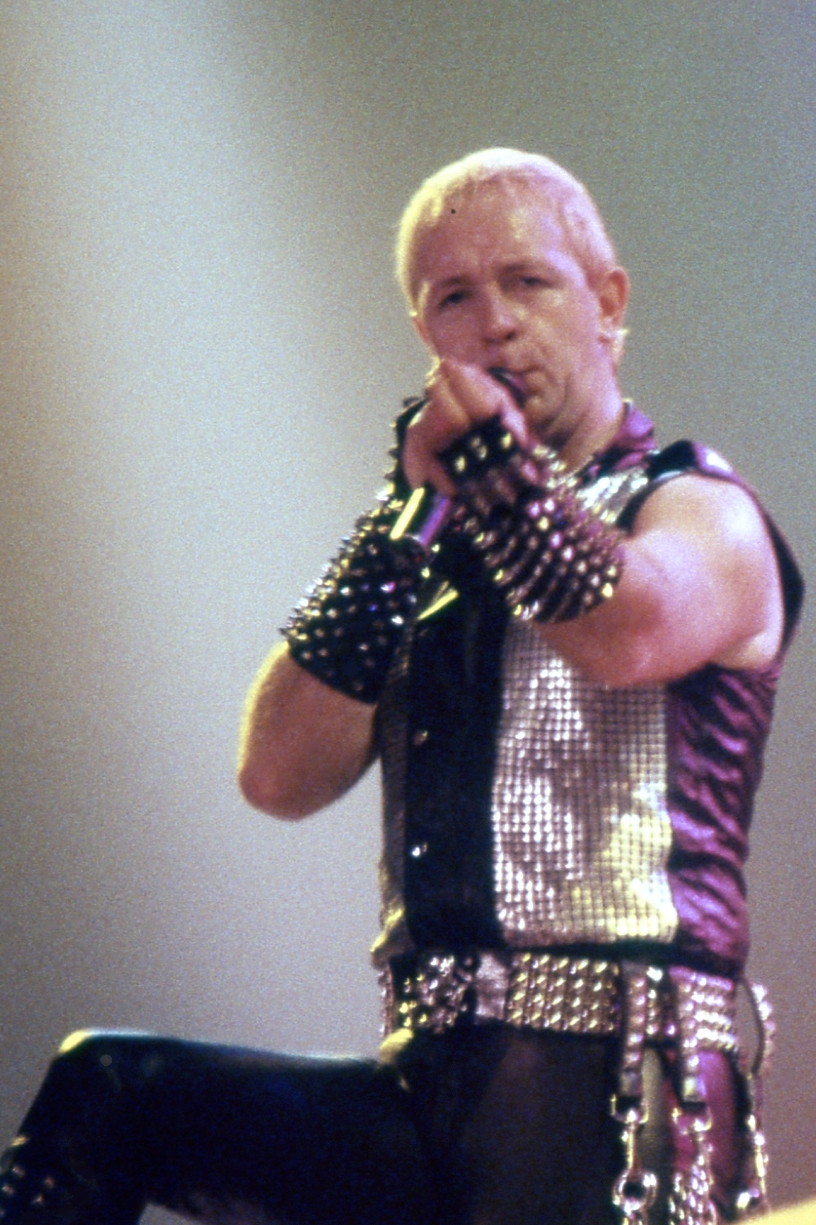
Rob Halford in concerto nel 1984

Entra nel mondo della musica cantando in varie band minori tra cui Hiroshima, Lord Lucifer ed Abraxas mentre nel 1973 viene chiamato a sostituire Al Atkins nei Judas Priest, iniziando, così, la sua carriera in questa band.
L'album d'esordio Rocka Rolla (1974) è ancora molto legato all'hard rock e, soprattutto, al rock progressivo.
Con il successivo Sad Wings of Destiny (1976), la band fa un netto passo avanti verso sonorità più dure.
L'album si dimostra superiore a quello di esordio e Halford, secondo molti, dà il meglio di sé in brani come Tyrant, The Ripper, Victim Of Changes e nella ballad Dreamer Deceiver.
Nei primi anni ottanta la carriera con i Judas procede senza ostacoli, grazie ad album come British Steel (1980), Screaming for Vengeance (1982) e Defenders of the Faith (1984), tre album considerati come fondamentali per l'heavy metal.
Nella seconda metà di questo decennio lo stile musicale del gruppo inizia a subire radicali mutamenti verso sonorità più morbide.
Il successivo Turbo (1986) vede la contaminazione del loro stile con elementi hair metal, contaminazione che viene accolta in maniera molto critica dai fan; tuttavia questo disco ottiene un buon successo commerciale.
Due anni dopo viene pubblicato Ram It Down, anch'esso criticato, che vede però un notevole calo nelle vendite.
Nonostante l'arrivo del nuovo batterista Scott Travis e l'uscita di Painkiller (1990), uno dei più importanti ed influenti lavori heavy metal di sempre, Rob si allontana dai Judas Priest.
Ciò avviene poco dopo la fine del Painkiller World Tour e a seguito della sentenza di assoluzione al processo in cui il gruppo era stato accusato di aver pubblicato un pezzo intitolato Better By You, Better Than Me (una reinterpretazione degli Spooky Tooth), ricco, secondo l'accusa, di messaggi subliminali che avevano indotto al suicidio due giovani negli USA.
Secondo quanto ammesso dallo stesso Halford, il frontman voleva prendere una pausa dall'intensa attività della band per creare un progetto solista di stampo più moderno.
Visto che l'etichetta non voleva permettergli di allontanarsi dai Priest, seppur momentaneamente, il suo abbandono totale fu comunicato tramite fax nel novembre 1992.

### Attività solista (1993-2003)

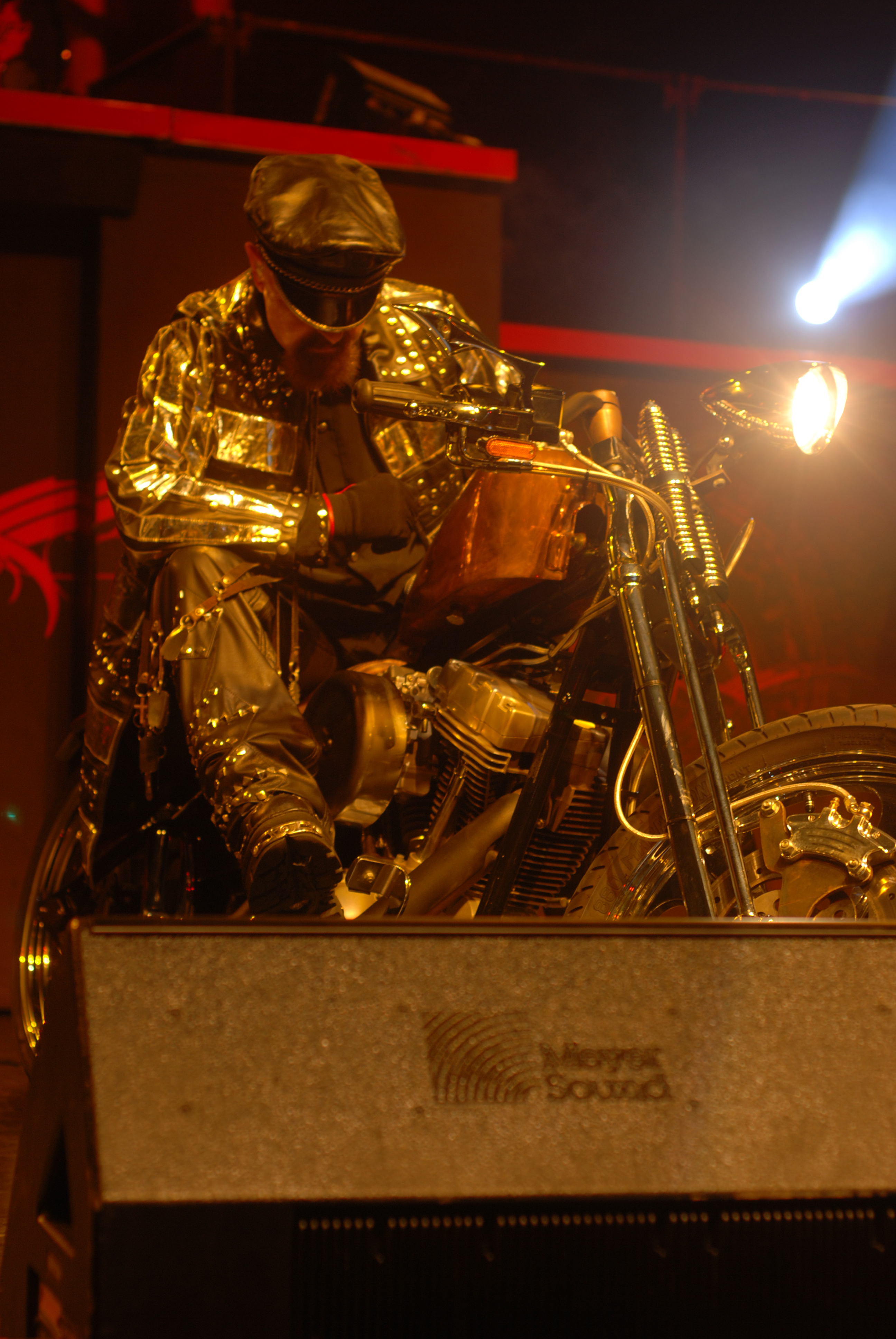
Rob Halford fa il proprio ingresso con una motocicletta nel 2008

Mentre i Judas rimpiazzano Rob con lo sconosciuto Tim "Ripper" Owens, Halford forma i Fight in compagnia di Scott Travis.
Incide due album in studio: War Of Words (1993) e A Small Deadly Space (1995) e fonda un altro progetto chiamato Two, pubblicando però un solo disco nel 1997: Voyeurs.
Nel 1998, Halford rivela pubblicamente la sua omosessualità in un'intervista ad MTV. Il suo orientamento sessuale era comunque già noto al resto della band e non costituisce certo una sorpresa nemmeno per i fan.
Maggior successo riscuote la sua band omonima Halford che, reclutando i chitarristi Patrick Lachman e Mike Chlasciak, il bassista Ray Riendeau ed il batterista Bobby Jarzombek, pubblica Resurrection (2000).
Nel disco si trovano ottimi brani come Resurrection, Made In Hell, Silent Screams e The One You Love To Hate, dove Halford duetta nientemeno che con Bruce Dickinson, il frontman degli Iron Maiden, realizzando di fatto i sogni di moltissimi fan dell'heavy metal.
Il successivo tour venne documentato in Live Insurrection (2001).
Il secondo capitolo, Crucible (2002), non riesce a bissare il successo del suo predecessore.
Successivamente viene dato alle stampe l'EP destinato al mercato giapponese Fourging The Furnace (2003) e la Halford band si scioglie.

### Reunion con i Judas Priest, eventi recenti (2004-oggi)
I Judas Priest, negli anni senza Halford al microfono, perdono buona parte del loro pubblico a causa, soprattutto, delle variazioni stilistiche apportate al loro sound.
Proprio per questo motivo la band decide di licenziare Owens e richiamare Rob Halford. Durante l'Ozzfest del 2004 Rob sostituisce Ronnie James Dio come cantante dei Black Sabbath per il concerto del 24 agosto.
Con la nuova formazione viene pubblicato, nel 2005, Angel of Retribution. Rispetto ai due lavori precedenti, questo album, mostra dei miglioramenti ed una tendenza a riscoprire le vecchie sonorità tipiche dal gruppo.
Nel giugno 2008 la band pubblica un nuovo album, Nostradamus, un concept album incentrato sulla figura dell'omonimo profeta francese.
Halford, pur rimanendo nei Priest, decide di riprendere la sua attività solista pubblicando Winter Songs nel 2009.
Nel dicembre 2011 in occasione del Concerto del 30º anniversario dei Metallica si esibisce con i Metallica con il brano Rapid Fire.

## Doti vocali

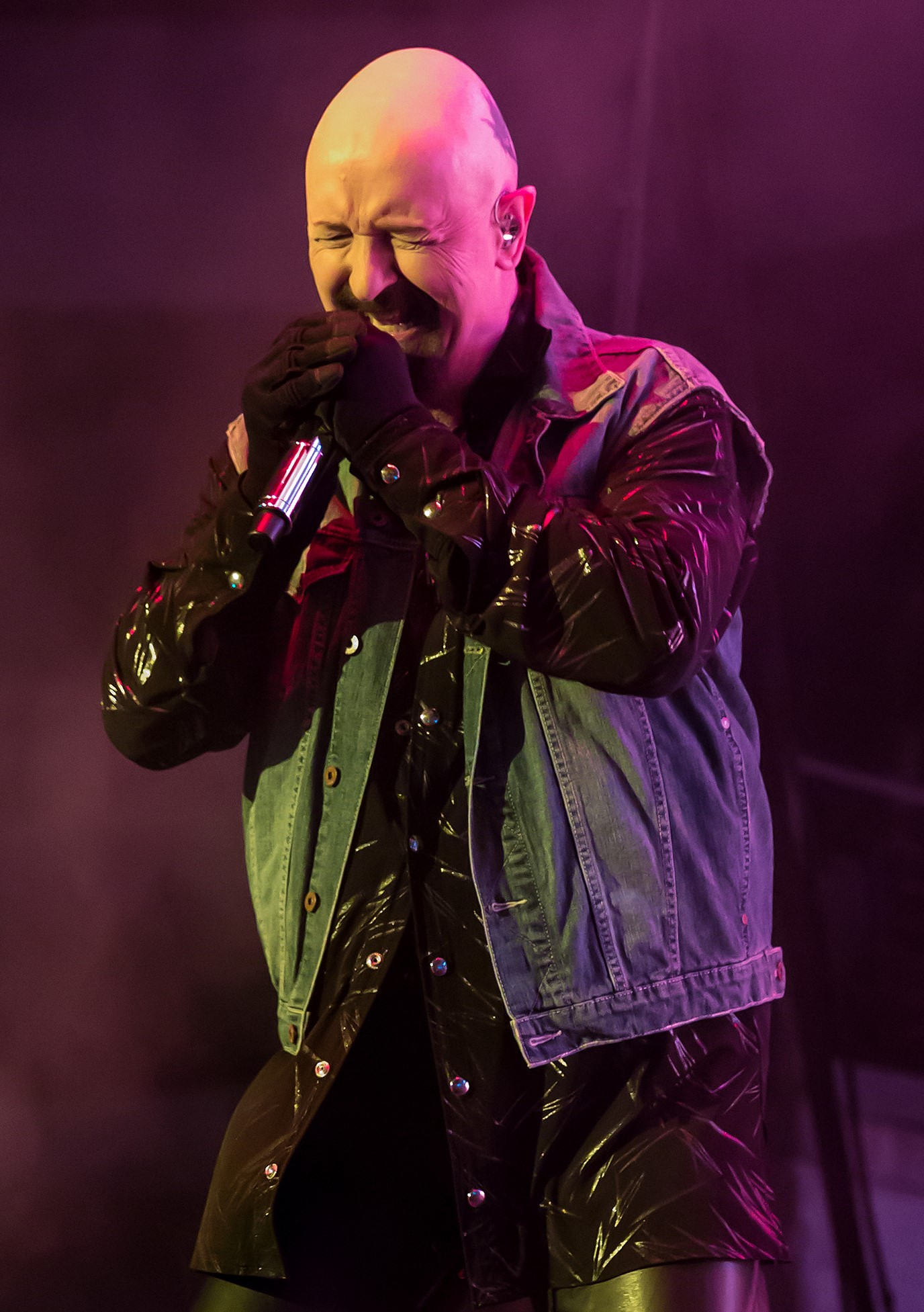
Rob Halford in un concerto in Texas nel 2015

Halford possiede un'estensione vocale notevole quanto quella di altri grandi cantanti del rock e del metal come Ian Gillan dei Deep Purple, Robert Plant dei Led Zeppelin e Bruce Dickinson degli Iron Maiden.
Ha infatti un'estensione vocale pari a circa 4 ottave, tra un Mi1(E2), eseguito in Monsters of Rock e un Si4(B5), come si può evincere dalla canzone Dissident Aggressor, dell'album Sin After Sin del 1977.
In questo pezzo raggiunge e mantiene un Si4(B5) per circa 7 secondi. È possibile ascoltare la sua potenza vocale nella canzone Savage in Stained Class del 1978, dove all'inizio del pezzo la sua voce cresce di intensità e acutezza da un Si3(B4) fino a un La4(A5). La nota più alta che ha raggiunto nella sua carriera è stata un Do#6(C#6) dal vivo in "Love Bites" nella data di Montréal del Metal Conqueror Tour, nel 1984.
La sua voce è stata definita come una delle più influenti ed ammirate dell'heavy metal. Lo stesso Ripper Owens, che ha preso il suo posto nei Judas Priest, lo ha ammirato fin dalla sua infanzia mentre King Diamond ha dichiarato in molte interviste di essersi ispirato molto a Halford. Altri famosi cantanti che hanno seguito il suo stile canoro sono stati: Ralf Scheepers (Primal Fear), Kai Hansen (Gamma Ray), Kevin DuBrow (Quiet Riot), Joey Belladonna (Anthrax), Udo Dirkschneider (Accept, U.D.O.), Bobby "Blitz" Ellsworth (Overkill) e molti altri.

## Vita privata
Nel 1998, durante un'intervista a MTV, Halford ha dichiarato pubblicamente per la prima volta la sua omosessualità: il cantante ha ammesso che nascondere il suo orientamento sessuale per tanto tempo gli ha causato una forte depressione e un pesante auto-isolamento che lo hanno portato a fare uso di alcol e droghe, abbandonate definitivamente solo dopo un'overdose di analgesici nel gennaio del 1986 pochi mesi prima dell'uscita di Turbo.
Halford è nato e cresciuto in una famiglia cristiana per quanto concerne il generico orientamento morale, ma non bigotta. Successivamente ha affermato di aver riscoperto l'importanza della spiritualità dopo il compimento del suo processo di riabilitazione. Anche se è in grado di suonare diversi strumenti (tra cui chitarra, basso, armonica, tastiere e batteria) ha dichiarato di non sentirsi abbastanza bravo per suonare sul palco: l'unica eccezione è costituita dal singolo omonimo dell'album di debutto dei Priest, Rocka Rolla, dove ha suonato l'armonica.

## Discografia

### Con i Judas Priest

#### Album in studio
- 1974 - Rocka Rolla
- 1976 - Sad Wings of Destiny
- 1977 - Sin After Sin
- 1978 - Stained Class
- 1979 - Killing Machine/Hell Bent for Leather
- 1980 - British Steel
- 1981 - Point of Entry
- 1982 - Screaming for Vengeance
- 1984 - Defenders of the Faith
- 1986 - Turbo
- 1988 - Ram it Down
- 1990 - Painkiller
- 2005 - Angel of Retribution
- 2008 - Nostradamus
- 2014 - Redeemer of Souls
- 2018 - Firepower
- 2024 - Invincible Shield

### Fight
- 1993 - War Of Words
- 1995 - A Small Deadly Space

### 2wo
- 1997 - Voyeurs

### Halford

#### Album in studio
- 2000 - Resurrection
- 2002 - Crucible
- 2009 - Halford 3 - Winter Songs
- 2010 - Halford IV - Made of Metal

## Altre partecipazioni
- 1983 - Krokus - Headhunter
- 1986 - Vari artisti - Hear 'n Aid
- 1992 - Skid Row - B-Side Ourselves
- 1992 - Ugly Kid Joe – America's Least Wanted
- 1993 - Brings - Brings
- 1995 - Skid Row - Subhuman Beings on Tour!!
- 1999 - Queens of the Stone Age – Rated R
- 2002 - Furious IV – Is That You
- 2013 - Five Finger Death Punch - Lift Me Up
- 2018 - In This Moment - Black Wedding